# 카이우 본핑
카이우 올리베이라 지 세나 본핑(브라질 포르투갈어: Caio Oliveira de Sena Bonfim, 1991년 3월 19일~)은 브라질의 육상 선수로 주 종목은 경보이다. 2024년 하계 올림픽에서 남자 20km 경보 은메달을 획득했으며, 세계 선수권 대회에서 동메달을 2개 획득했다.